# 佐々車両基地
佐々車両基地（さざしゃりょうきち）は、長崎県北松浦郡佐々町にある松浦鉄道の車両基地。西九州線で運用される車両が所属している。

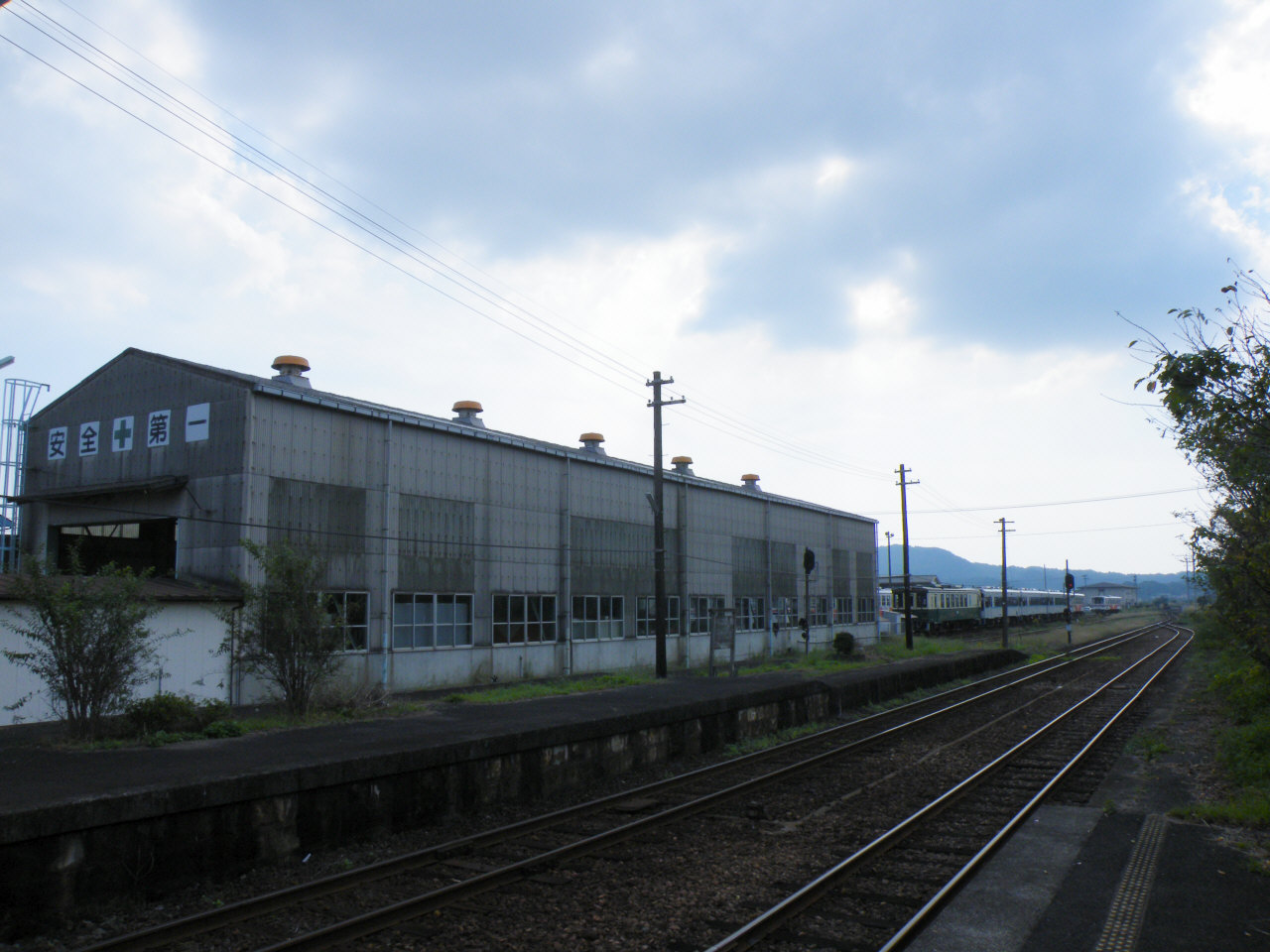
佐々車両基地（佐々駅ホームより）

## 概要
佐々駅に隣接して設置されており、敷地はかつての国鉄佐々機関区の跡地を利用している。
配線の関係で、車両基地と佐々駅との行き来の際には、佐世保方の引上線に入り、進行方向を変える必要がある。
2005年までは鉄道の日前後の休日に「鉄道の日MRまつり」が開催され、車両基地構内が一般公開されていた（2006年・2007年は伊万里駅構内、2008年は松浦駅前で開催）。

## 沿革
- 1988年4月1日 - 松浦鉄道開業時に設置。
- 2006年12月 - 新型車両MR-600形搬入。
- 2007年3月18日 - MR-600形営業運転開始。
- 2012年3月25日 - MR-100形がこの日運行の引退イベント列車をもって営業運転終了。

## 所属車両
- MR-400 1両 1998年～
- MR-500 1両 1999年～
- MR-600 12両 2007年～

## 過去の所属車両
- MR-100 17両 1988年～2012年
- MR-200 5両 1988年～2007年
- MR-300 2両 1988年～2007年